# Kirche Schkeitbar

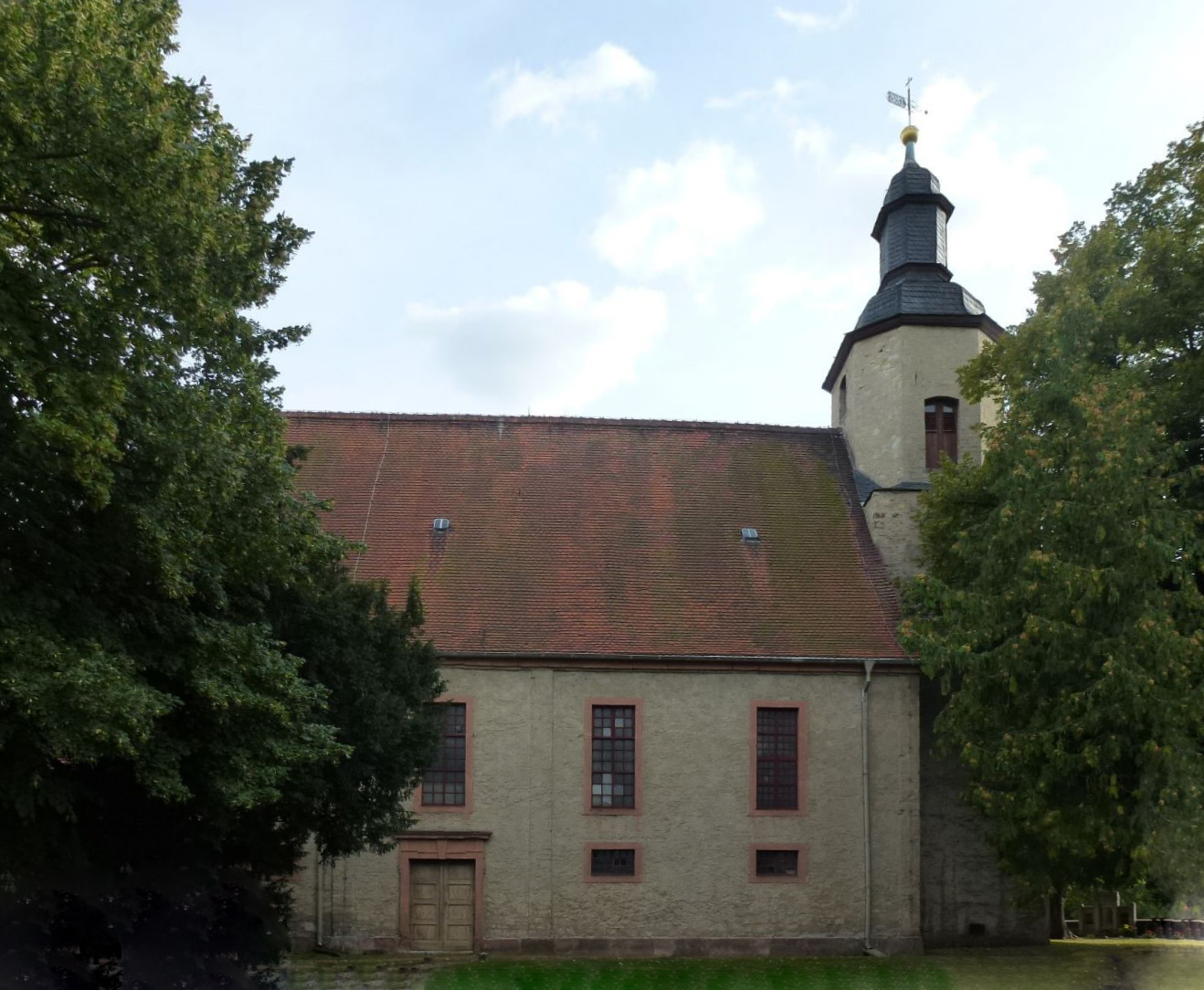
Kirche Schkeitbar

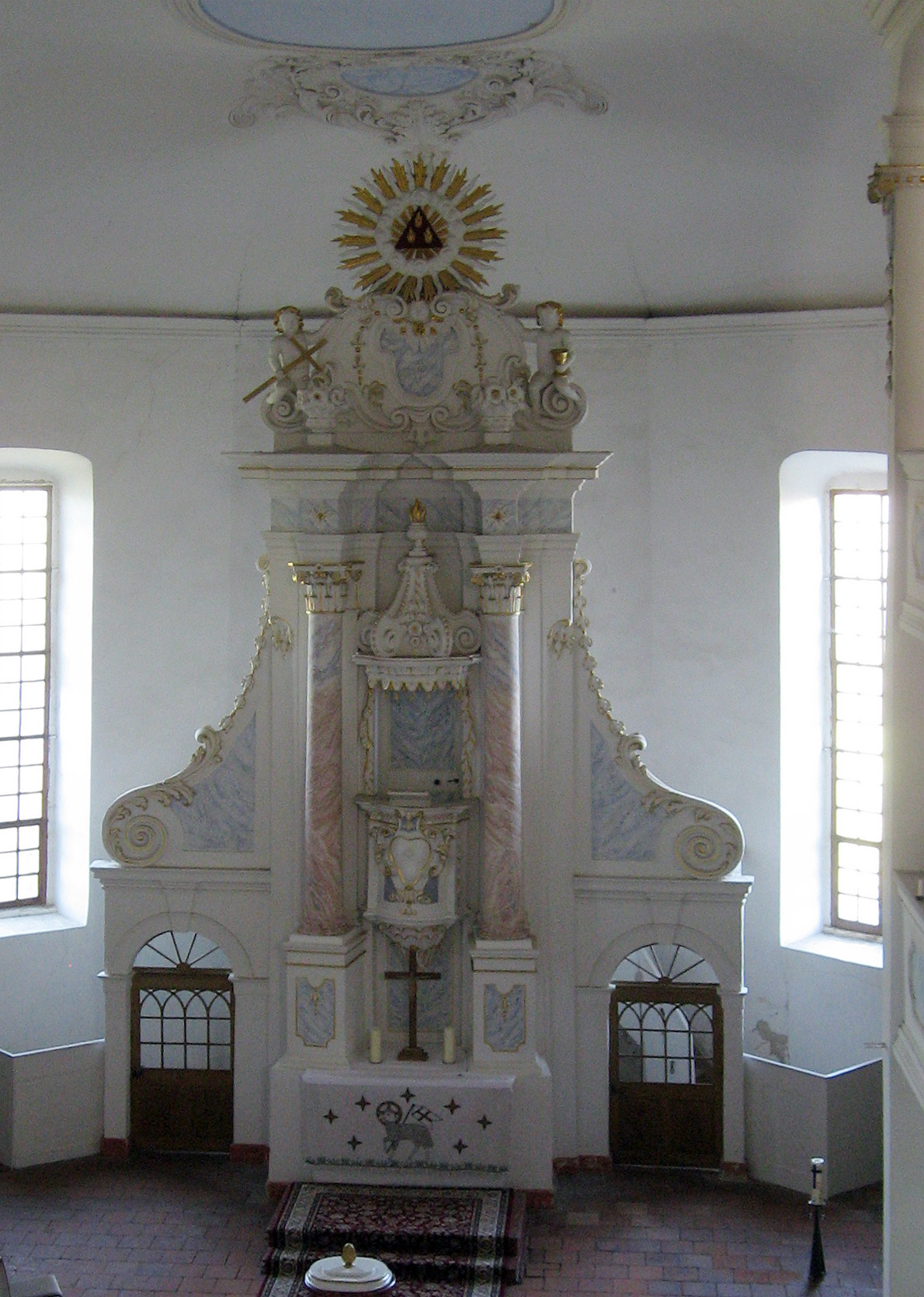
Kanzelaltar

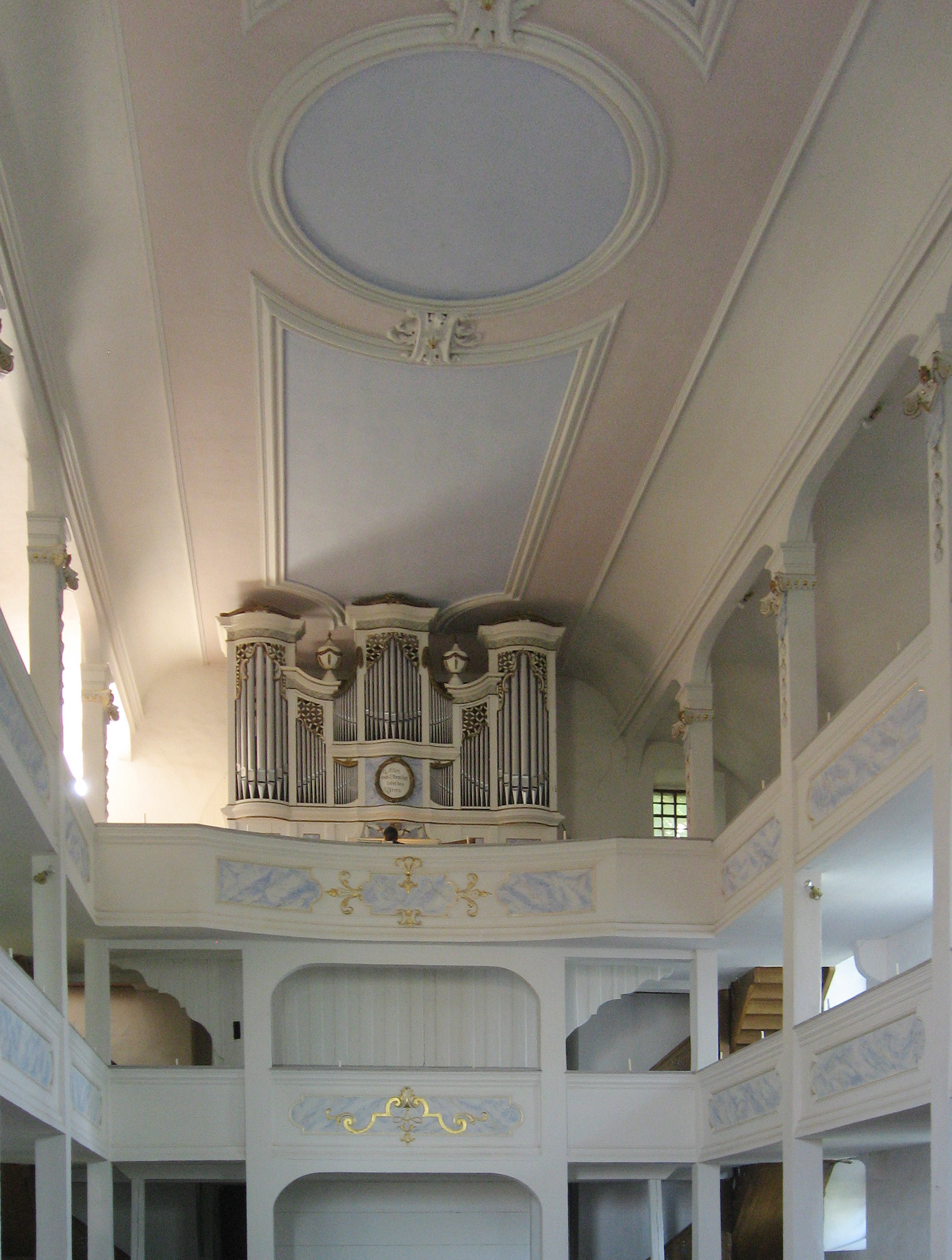
Blick auf die Orgel

Die Kirche Schkeitbar ist die evangelische Kirche des Markranstädter Ortsteils Schkeitbar. Obwohl im Landkreis Leipzig befindlich, gehört die Kirchengemeinde Schkeitbar, die die Markranstädter Ortsteile Schkeitbar, Meyhen, Räpitz und Schkölen umfasst, zum Kirchenkreis Merseburg der Evangelischen Kirche in Mitteldeutschland. Die Kirchgemeinde Markranstädter Land des Hauptortes Markranstädt dagegen ist Teil der Landeskirche Sachsens.

## Geschichte
Die erste Kirche in Schkeitbar ließ Bischof Wigbert von Merseburg im Jahr 1009 errichten. Um 1730 war die Kirche sehr baufällig, und am 20. Mai 1739 schlug in den Kirchturm der Blitz ein. Am 9. Januar 1740 wurde deshalb der Neubau der Kirche beschlossen.
Die neue barocke Saalkirche wurde als Putzbau mit dreiseitigem Ostschluss und Walmdach von Juli 1741 bis August 1742 durch Bauinspektor Lobenstein aus Merseburg erbaut. Die Einweihung der Kirche fand am 25. November 1742 statt. Die Baukosten betrugen 2600 Taler. Der im Kern aus dem 12. Jahrhundert stammende querrechteckige Westturm mit oktogonalem Glockengeschoss, Zwiebelhaube und Laterne mit Wetterfahne ist 1766 erneuert worden.
1860 wurde die Kirche durch den Maurermeister Sack aus Lützen für 770 Taler renoviert. Die letzte Innenrestaurierung fand 1983 statt. 1995 wurde der Turm restauriert.

## Ausstattung
Die Kirche besitzt eine einheitliche Ausstattung aus der Erbauungszeit. Der Saal hat eine stuckierte Flachdecke und zweigeschossige Emporen. Die Emporen besitzen marmorierte Brüstungsfelder an allen drei Seiten.
Weiterhin besitzt die Kirche einen mit seitlichen Durchgängen versehenen barocken Portikus-Kanzelaltar. Auf dem Schild an der Kanzel sind ein Auge als Symbol für den allgegenwärtigen Gott sowie Ohren dargestellt, die wohl darauf hinweisen sollen, dass Gott die Gebete der Gemeinde erhört. Zwei Säulen tragen die Bekrönung des Altars. Sie trägt ein Schild mit einem Dreieck und drei Flammen als Symbol der Dreifaltigkeit, hinter dem goldene Strahlen hervortreten, die den Glanz Gottes darstellen sollen. Zwei Putten links und rechts davon tragen das Kreuz Christi und den Abendmahlskelch. Die Türen links und rechts der Kanzel waren nach den Sakramenten geöffnet und die Gemeinde ging im Uhrzeigersinn um den Altar herum. Dieser Brauch sollte den gleichberechtigten Zutritt aller Gläubigen zum Altarbereich symbolisieren.
1788 erhielt die Kirche eine Orgel von Johann Gottfried Krug aus Merseburg. Der Bau der Orgel mit 2 Manualen, Pedal und 21 Registern wurde in Disposition und Anlage entscheidend vom damaligen Schkeitbarer Pfarrer J. C. Dietrich beeinflusst, einem Sohn des Orgelbauers und Silbermann-Schülers Johann Dietrich. Die Kosten der Orgel betrugen 2600 Taler. 1939 wurde das Instrument durch den Orgelbauer R. Kühn aus Merseburg wiederhergestellt. Der Orgelprospekt ist weiß-gold gefasst.